# Pseudeumastacops uruana
Pseudeumastacops uruana är en insektsart som beskrevs av Marius Descamps 1982. Pseudeumastacops uruana ingår i släktet Pseudeumastacops och familjen Eumastacidae. Inga underarter finns listade i Catalogue of Life.